# Geschichte des österreichischen Films der Nachkriegsära
Die Geschichte des österreichischen Films der Nachkriegsära beginnt mit der Besetzung Österreichs durch die vier Alliierten Siegermächte des Zweiten Weltkriegs, USA, Sowjetunion, Großbritannien und Frankreich. Die späten 1950er-Jahre brachten mit der Einführung des Fernsehens erstmals einen ernst zu nehmenden Konkurrenten für das Kino hervor, der diesem in den folgenden Jahrzehnten auch einen großen Teil des Publikums abspenstig machte. Die späten 1950er-Jahre sind zudem geprägt von einer Hochkonjunktur der Musikkomödien und Heimatfilme. In den 1960er-Jahren kommt es zu einem Niedergang dieses wenig abwechslungsreichen Genres und es dauert bis Ende der 1970er-Jahre, dass sich in Österreich eine neue Generation von Filmschaffenden vielfältigeren Themen annehmen kann und somit dem österreichischen Film zu einer Erholung verhilft. Diese neue Ära wird als „Neuer Österreichischer Film“ bezeichnet.

## Im besetzten Nachkriegsösterreich, 1945 bis 1955
| Filmproduktion Abendfüllende (Ton-)Spielfilme |        |
| Jahr                                          | Anzahl |
| 1946                                          | 2      |
| 1947                                          | 13     |
| 1948                                          | 25     |
| 1949                                          | 25     |
| 1950                                          | 17     |
| 1951                                          | 28     |
| 1952                                          | 19     |
| 1953                                          | 28     |
| 1954                                          | 22     |
| 1955                                          | 28     |

Nach dem Zweiten Weltkrieg und der Befreiung vom Nationalsozialismus war Österreich von den Alliierten besetzt, und die Filmindustrie kam aufgrund der Kriegsfolgen wie Zerstörung, Armut und Hunger nur sehr schleppend wieder ins Laufen. Es fehlte etwa an Personal, Kohle zum Heizen und Rohfilmmaterial. Die Stromversorgung kam regelmäßig zum Erliegen, und die Lebensmittel waren rationiert. Viele Ateliers, Kinos, andere Gebäude und Straßen waren zerstört.
Eine Orientierungs- und Ratlosigkeit in der Suche einer erfolgreichen österreichischen Filmdramaturgie kennzeichnete diese Jahre, in denen vielfach Erfolgsproduktionen der 1930er-Jahre nachgeahmt wurden. Es entstanden jedoch auch Filme, die sich mit den vergangenen, durch Krieg und Antisemitismus geprägten, Jahren auseinandersetzten. Diese trafen jedoch häufig nicht den Geschmack des breiten Publikums. Selbst Regisseur Willi Forst spricht Ende 1947 von einem „Fiasko des Wiener Films“. Die Produktionen seien nicht mal durchschnittlich. In diesen Jahren erschienen noch acht Filme, die während des Nationalsozialismus hergestellt oder begonnen wurden – so genannte „Überläufer“.
Nicht zuletzt wegen fehlender Höhepunkte der Filmproduktion der ersten Nachkriegsjahre fiel auch der Absatz und Vertrieb im Ausland schwer. Einzig in die Schweiz gelang der Export reibungslos. Noch 1946 war der Export von Filmen nach Deutschland fast unmöglich. Die Lage besserte sich um 1947 wieder. 1948 jedoch verhandelte Westdeutschland eine Einfuhrquote mit Österreich, die ein Verhältnis von 1:4 zugunsten Westdeutschlands vorsah.
Ab 26. Oktober erschien die beliebte Filmzeitschrift „Mein Film“ wieder – jedoch nur in beschränktem Umfang, da es neben vielen anderen Gütern auch an Papier mangelte. Ab 1949 erschien „Filmkunst – Zeitschrift für Filmkultur und Filmwissenschaft“. Diese 1997 eingestellte Filmzeitschrift war die am längsten bestehende deutschsprachige Filmzeitschrift.

### Filmwirtschaft
Die größte Filmgesellschaft auf österreichischem Boden, die Wien-Film, wurde als „deutsches Eigentum“ von den Alliierten beschlagnahmt. Nachdem Wien in vier Besatzungszonen aufgeteilt worden war, stand zudem fest, dass die Filmstudios in Sievering sowie die Zentrale in der Siebensterngasse der amerikanischen Verwaltung zugeordnet waren, während die Filmateliers am Rosenhügel im sowjetischen Sektor lagen. Die Sievering-Filmstudios sollten von den US-Amerikanern liquidiert werden. Die Vereinigten Staaten verfolgten zudem das Interesse, den Hollywood-Produktionen keine Konkurrenz zu machen.
Während die Sowjetunion von den Potsdamer Beschlüssen Gebrauch machte, und als Reparation sämtliche ehemals „deutsche“ Unternehmungen übernahm, verzichteten die westlichen Besatzungsmächte USA, Frankreich und Großbritannien auf diese Maßnahme. Dies bedeutete für die neu gegründete Wien-Film, dass sie mit den Filmstudios in Sievering und Schönbrunn weiterarbeiten konnte, jedoch auf die Rosenhügel-Filmstudios verzichten musste. Diese wurden in die sowjetische USIA eingegliedert und als „Wien-Film am Rosenhügel“ weiterbetrieben.
Schon am 16. August 1945 wurde mit der Cziffra-Film Produktionsgesellschaft der erste Schritt für einen Neuanfang getan. Die Gesellschaft mit Sitz in der Wiener Neubaugasse 28 gehörte zu 40 % Géza von Cziffra. Hauptteilhaber war der Kaufmann Carl-Albert Loewenstein, der intensive Geschäfte mit der sowjetischen Besatzungsmacht betrieb und so auch für das notwendig Filmmaterial beschaffen konnte. Gefeiert wurde die Gründung der Gesellschaft mit einer Party, an der auch die zuständigen US-Offiziere teilnahmen. Nach der Produktion des ersten Films Glaub an mich zerbrach die Kooperation zwischen den Gesellschaftern. Loewenstein schied aus und gründete 1946 die Löwen-Film Produktionsgesellschaft, die dann bis 1950 weitere Filme abdrehen ließ.
Allen Schwierigkeiten zum Trotz wurden 1946 weitere Filmproduktionsgesellschaften gegründet – oder wiedereröffnet. So erstand Ende 1946 mit der „Sascha-Film-Verleih- und -Vertriebs-Ges.m.b.H.“ die frühere Sascha Filmindustrie wieder auf. Ebenfalls in diesem Jahr gründeten Elfi von Dassanowsky und Emmerich Hanus die Belvedere-Film – um den Wiener Musikfilm wiederauferstehen zu lassen. Am 3. Juli 1947 gründete Karl Hartl die Neue Wiener Filmproduktionsgesellschaft unter Patronanz der Creditanstalt, die auch am Sascha-Filmverleih sowie an der vier Monate später gegründeten Österreichischen Filmgesellschaft m.b.H. (ÖFA) beteiligt war. Sitz war Salzburg, wo zwei Atelierhallen errichtet wurden. Eine Niederlassung befand sich in Innsbruck. In der Nähe, in Thiersee, adaptierte man das Passionsfestspielhaus zu einer großen Atelierhalle. Diese wurde jedoch 1954 wieder aufgelassen, als sich geeignetere Ateliers zur Nutzung anboten.
1949 wurde in Graz die Alpin-Film-Austria gegründet. Sie verfügte im Stadtteil Thalerhof über einen Hangar als Aufnahmehalle, die mit 80 × 40 Metern die damals größte Österreichs war. 1953 begann in Wels die Bergland-Film mit ihrer Produktionstätigkeit, die 1960 jedoch bereits wieder eingestellt wurde. Zur Verfügung stand ihr in dieser Zeit eine der Ausstellungshallen am Welser Volksfestgelände, welches zu einem Filmatelier umgestaltet wurde. 1954 gründete Erich Pochlatko die Epo-Film, die seither in Wien und Graz tätig ist.
Im Gegensatz zu großen internationalen Filmproduktionsgesellschaften verfügten österreichische Filmproduzenten über keine langfristigen Absatzverträge. Für jeden Film musste die Prozedur der Sicherung der Absatzvertretung, der Aufbringung der finanziellen Mittel und die Anmietung der Ateliers neu geregelt werden. Auf diese ökonomisch nicht sehr effiziente Weise entstanden in der Regel jährlich nur ein bis zwei Filme pro Filmproduktionsgesellschaft. Heimische Filmproduzenten waren nicht ganz unverschuldet vollständig vom deutschen Verleih und Vertrieb abhängig. Denn um kein finanzielles Risiko einzugehen, richtete man die kommerziellen Heimatfilme und Komödien vielfach nach den Wünschen der deutschen Verleiher aus. Aus den kommerziellen Erfolgen heraus, die Anfang der 1950er-Jahre vermehrt gelangen, entstand durchaus eine gewisse Finanzstärke der größten Wiener Produktionsgesellschaften. Dennoch wagte man sich kaum, etwas Neues auszuprobieren oder anspruchsvollere Filme herzustellen. Für Konflikte sorgten hierbei Abrechnungsmodalitäten und die jährlich neu zu verhandelnde Einfuhrquote nach Deutschland.

### Die ersten Nachkriegsproduktionen
Anfang des Jahres 1946 begann Marte Harell ihre Nachkriegskarriere in der Produktion von Glaub an mich. Der Film ersetzte die düstere Atmosphäre der Nazi-Heimatfilme durch größere Leichtigkeit und es kam zur Verbindung von Motiven des Heimatfilms mit jenen der Komödie. Das fehlende Rohfilmmaterial konnte von der Sowjetunion beschafft werden, die im Gegenzug jedoch die Verwertungsrechte am Film verlangte. Marte Harell, Ewald Balser und Rudolf Prack spielten die Hauptrollen – Senta Wengraf ihre erste Rolle. Das Drehbuch zu dieser von der Loewen-Film produzierten Liebeskomödie stammte von Kurt Nachmann und Géza von Cziffra, der auch Regie führte. Als Kameramann fungierte Hans Schneeberger. Es war der erste österreichische Film, der in Deutschland nach dem Zweiten Weltkrieg gezeigt wurde. Die Kritiken standen dieser Liebeskomödie angesichts des zu jener Zeit schwierigen Lebensumfeldes ablehnend gegenüber.
Am 27. September prämierte Schleichendes Gift – ein Aufklärungsfilm der „Standard-Film“, der sich mit den vielfach auftretenden Geschlechtskrankheiten der Nachkriegsjahre auseinandersetzte. Gedreht wurde im Allgemeinen Krankenhaus von Wien, wo auch die Stromversorgung besser war, als etwa in den Filmstudios. Auch bei dieser Produktion wurde sowjetisches Rohfilmmaterial verwendet. 1946 inszenierte J. A. Hübler-Kahla den Star-Film Die Welt dreht sich verkehrt. Hans Moser reist darin durch die Epochen der österreichischen Geschichte, um am Schluss zu erfahren: „Die gute Zeit liegt immer vor einem, und für die Tatsache, ob sie wirklich gut wird, sind nur wir selbst verantwortlich zu machen.“ Es war dies der erste Hans Moser-Film nach 1945. Bereits 1946 produzierte die Tirol-Film Innsbruck gemeinsam mit der Zürcher Omnia-Film Erde (Uraufführung 1947) nach Karl Schönherrs gleichnamiger Tragikomödie. Es spielten einige Schauspieler der Exl-Bühne unter der Regie von Leopold Hainisch.
Auch die Komödie Triumph der Liebe der Wiener Mundus-Film mit den Hauptdarstellern O. W. Fischer, Judith Holzmeister, Paul Kemp und Inge Konradi erschien 1947. Regie führte Alfred Stöger. Ebenso die erste Produktion der Belvedere-Film, Die Glücksmühle, unter Regie von Emmerich Hanus, sowie der von Géza von Cziffra inszenierte Film Das unsterbliche Antlitz mit O. W. Fischer in der Hauptrolle. In Seine einzige Liebe griff die Belvedere-Film ein altbewährtes Thema des österreichischen Films auf: Die Verfilmung des Lebens eines bekannten Musikers. In diesem Fall jenes von Franz Schubert, der von Franz Böheim gespielt wurde. Regie führte erneut Emmerich Hanus. Singende Engel hingegen wurde von Gustav Ucicky inszeniert. Darin wirkten die Wiener Sängerknaben sowie Gustav Waldau als Joseph Haydn mit. Die Reaktionen der Kritik auf eine erneute Auflage solcher Musiker-Verfilmungen waren durchwegs, dass dies „nicht der richtige Weg der Wiener Filme“ sei.
Wenig später jedoch erschien einer der größten Kinoerfolge der österreichischen Nachkriegszeit: In Der Hofrat Geiger, für die Fürst Film von Willi Forst und Paul Hörbiger produziert, sang Waltraut Haas ein Lied, das zum Schlager der Jahre 1947 und 1948 wurde: „Mariandl“. Der in der Wachau spielende Film basierte auf einem musikalischen Lustspiel von Martin Costa und Hans Lang. Neben Produzent Paul Hörbiger spielten auch noch Hans Moser und Maria Andergast Hauptrollen in dieser als erster Reise- und Heimatfilm geltenden Produktion. Die Funktion des Films bestand darin, die Bewohner der zerbombten Städte an einer unversehrten Landschaft zu erfreuen, und ihnen einen Kurzurlaub im Kinosessel zu ermöglichen. Der auch im Ausland gezeigte Film war zudem eine effektvolle Werbung für den Fremdenverkehr. Die Filmzeitschrift Mein Film schrieb hierzu in ihrer Kritik: „Die drei Hauptdarsteller Paul Hörbiger, Maria Andergast und Hans Moser sind also wieder in einen geeigneten Rahmen gestellt worden, der es ihnen ermöglichte, die alte Beliebtheit der verkörperten Typen aus dem österreichischen Volkstum wieder neu zu beleben und damit dem österreichischen Unterhaltungsfilm endlich wieder im Ausland jene Geltung verschaffen zu helfen, die nun wohl genügend schlechte Filme vergeblich zu erreichen versucht haben.“ In österreichischen Kinos erreichte der Film bis zum 30. April 1951 eine außergewöhnlich hohe Besucherzahl von 2.548.000.
Die 13 im Jahr 1947 erschienenen österreichischen Spielfilme repräsentierten bereits in etwa die Palette des österreichischen Filmschaffens der Nachkriegsjahre: Theaterkomödie, bäuerlicher Schwank, Wiener musikalische Komödie, Sommer- und Winter-Fremdenverkehrsfilme, biografische Filme, Literaturverfilmungen und Dokumentarfilme.

### Filmschaffen ab 1948
Der erste Film, der 1948 erschien, war zugleich auch Franz Antels erste Spielfilminszenierung. Das singende Haus, produziert von der Sherberko Film, spielte in den 1920er- und 1930er-Jahren und handelte von Theater, Musik und Revue in der Zeit der aufkommenden Jazzrhythmen. In den Hauptrollen: Hans Moser, Hannelore Schroth, Curd Jürgens, Herta Mayen und Walter Müller.
Ende 1947 wurde die Pabst-Kiba-Produktionsfirma von der städtischen Wiener Kinobetriebsagentur (Kiba) und dem Regisseur G. W. Pabst gegründet. Für zehn Millionen Schilling sollten in den kommenden Jahren drei Filme hergestellt werden. Es wurden jedoch vier: Duell mit dem Tod, Geheimnisvolle Tiefe, 1 – 2 – 3 – aus! und Ruf aus dem Äther. Wurde Duell mit dem Tod von der Kritik noch als sehenswert empfunden, fiel Geheimnisvolle Tiefe, dessen Drehbuch von G. W. Pabsts Frau Trude stammte, sowohl bei der Kritik als auch an den Kinokassen durch. Nach heftigen Diskussionen im Wiener Gemeinderat wurde diese Gesellschaft im Jahr 1949 wieder aufgelöst.
Paul Hubschmid, Elfe Gerhart und Hans Putz spielten 1948 in einem der wenigen Kriminalfilme der Nachkriegsjahre die Hauptrollen: Arlberg-Express. Regie führte Eduard von Borsody und Kameraroutinier Hans Androschin stand zum letzten Mal hinter einer Filmkamera. Auch die Literaturverfilmung An klingenden Ufern von Hans Unterkircher erschien in diesem Jahr. Die auf einer Novelle von Alexander Lernet-Holenia basierende, in den Kriegswirren spielende Produktion kam mit weniger Dialogen, aber mehr Landschaftsbildern und Untermalungsmusik aus, wofür die ansonsten sehr kritische Filmzeitschrift Funk und Film nur lobende Worte fand.
Mit Liebling der Welt erschien 1949 einer der seltenen Märchenfilme österreichischer Produktion. Das Drehbuch schrieben Karl Farkas und Siegfried Bernfeld. Im selben Jahr erschien die bereits dritte Beethoven-Verfilmung: Eroica. Regie in diesem „Musikerfilm“ spielte Walter Kolm-Veltée, der Sohn aus Luise Flecks erster Ehe mit Anton Kolm. Die Österreichische Filmgesellschaft (ÖFA) produzierte 1949 Vagabunden mit Paula Wessely und Attila Hörbiger. Der Film wurde 1950 mit dem Sascha-Pokal für seinen Erfolg ausgezeichnet. Einen internationalen Preis erhielt hingegen Ernst Marischkas Matthäus-Passion.
1949, fünf Jahre nach Drehbeginn, wurde Wiener Mädeln fertiggestellt. Zu Drehbeginn war es der erste Farbfilm (Agfacolor) der Wien-Film. Regie in dieser letzten Filmproduktion auf österreichischem Boden während des Nationalsozialismus führte abermals Willi Forst. Die Filmaufnahmen wurden mehrmals von Fliegeralarm unterbrochen und konnten erst in den Nachkriegsjahren fertiggestellt werden. Der Film, der Ähnlichkeiten zu Operette aufwies, spielte im 19. Jahrhundert und handelte vom Komponisten Carl Michael Ziehrer, den Willi Forst selbst spielte. Die titelgebenden „Mädeln“ waren: Judith Holzmeister, Dora Komar, Vera Schmid und Hilde Föda.
1949 erschien Märchen vom Glück, welcher Gunther Philipp und Nadja Tiller ihre ersten Filmrollen verschafften. Ebenfalls 1949 schrieben Franz Antel und Gunther Philipp das Drehbuch zu Kleiner Schwindel am Wolfgangsee, der mit den Hauptdarstellern Waltraut Haas, Hans Holt, Gunter Philipp, Nadja Tiller und Rolf Olsen gedreht wurde. Rasch kam es zu weiteren Wolfgangsee-Filmen, und dieses Modell wurde in den Wörthersee-Filmen der 1960er und 1970er mit wenigen Änderungen weiter verwendet.
1949 stellte die Grazer Alpin-Film-Austria ihren ersten aufwändigen Spielfilm her: Hexen. Edith Mill spielte die Hauptrolle. Dieselbe Filmproduktionsgesellschaft produzierte 1950 den von der Kritik vielfach gelobten Kriminalfilm Prämien auf den Tod. Hierbei führte Curd Jürgens erstmals Regie. Er schrieb auch das Drehbuch und spielte neben Werner Krauß, Siegfried Breuer, Judith Holzmeister und Edith Mill eine der Hauptrollen. Neben diesem Film wurde auch Schuß durchs Fenster, der ebenfalls von der Alpin-Film hergestellt wurde, am 13. Januar 1950 uraufgeführt. Siegfried Breuer führte Regie und Curd Jürgens spielte die Hauptrolle. In der Aufnahmehalle in Graz-Thalerhof entstand im selben Jahr auch noch eine Verfilmung der Liebesgeschichte von Erzherzog Johann und Anna Plochl.

### Vergangenheitsbewältigung im Film
Neben den Heimat- und Musikfilmkomödien entstanden in den Nachkriegsjahren mehrere Produktionen, die sich mit der jüngsten Vergangenheit auseinandersetzten. So etwa das im Gegensatz zur ersten Nachkriegsproduktion Glaub an mich auf die aktuellen Lebensumstände eingehende Drama Der weite Weg, das sich mit den Schicksalen von Kriegsheimkehrern auseinandersetzte. Der Aufbau war allerdings typisch für einen österreichischen Heimat- bzw. Musikfilm oder auch für eine Komödie: eine melodramatische Liebesgeschichte, eine verhängnisvolle Verwechslung, ein Missverständnis und zum Schluss ein Happy End. Jedoch war das Umfeld dieses Mal wesentlich ernster.
Regie führte Eduard Hoesch, der wegen Personalmangels auch Produzent, Autor, Produktions- und Aufnahmeleiter war. Hauptdarsteller waren Rudolf Prack, Hans Holt, Maria Andergast, Willy Danek und Thea Weis. In ihrer Rolle als „wartende Ehefrau“ sprach Maria Andergast vielen Frauen aus dem Herzen, als sie verzweifelt sagte: „Ja wisst ihr denn überhaupt, was wir Frauen für ein Leben geführt haben, während ihr da draußen wart? Diese ewigen Bombenangriffe, ihr habt es bestimmt schwer gehabt, aber ihr wart wenigstens mit Kameraden beisammen, nicht allein. Allein, immer allein – und das Warten. Und immer zittern müssen: Lebt er noch? Und zwei Jahre keine Nachricht, nichts. Und jeder Tag endlos lang – jede Nacht.“
Den künstlerischen Höhepunkt des Filmjahrs 1948 stellte der politisch-aufklärerische, philosemitische Film  Der Prozeß von G. W. Pabst dar. Pabst wollte damit an seine Werke Westfront 1918 und Kameradschaft anknüpfen, was ihm jedoch nicht ganz gelang. Der Film thematisierte den latenten Antisemitismus in Mittel- und Osteuropa am Beispiel eines ungarischen Dorfes im Jahr 1882, ging jedoch nicht näher auf die Ursachen oder auf Lösungsvorschläge ein. Der Film stößt daher auf wenig Interesse beim Publikum und zählt zu den weniger besuchten der 25 Filmproduktionen des Jahres 1948.
Auch Das andere Leben, von Rudolf Steinböck inszeniert im Filmstudio des Theaters in der Josefstadt, thematisierte die jüngste politische Vergangenheit. Trotz Aufgebot der besten Schauspieler des Theaters wie Aglaja Schmid, Robert Lindner, Gustav Waldau, Vilma Degischer, Leopold Rudolf, Siegfried Breuer, Erik Frey, Anton Edthofer und Erni Mangold fand jedoch auch diese Produktion nur wenig Andrang in den Kinos.
1948 erlangte die 1938 in die Schweiz geflohene Maria Schell in Der Engel mit der Posaune ihre erste Hauptrolle. Hans Holt, Oskar Werner, Paula Wessely und Attila Hörbiger spielten in diesem von Karl Hartl inszenierten Geschichtsfilm an ihrer Seite. Nach einem Roman von Ernst Lothar wird anhand der Wiener Klavierbauerfamilie Alt Antisemitismus und Anpassungsverhalten der Österreicher zwischen Monarchie und Ende des Zweiten Weltkrieges dargestellt. Im Gegensatz zu Der Prozeß und Das andere Leben fand diese Produktion rege Zuschauerströme, auch in Deutschland, und war die erfolgreichste österreichische Filmproduktion der Nachkriegsjahre, weshalb Karl Hartl bei Alexander Korda in London auch eine englische Fassung herstellen ließ. Vor allem Maria Schell und Oskar Werner kamen dadurch mit der englischen Filmszene in Kontakt.
Eduard von Borsody produzierte 1948, auf einem Schauspiel von Fritz Hochwälder basierend, Die Frau am Weg. Brigitte Horney, Otto Woegerer und Robert Freytag spielten die Hauptrollen in diesem von „Funk und Film“ als „Meilenstein am Weg einer gesunden, aufrechten und künstlerischen österreichischen Filmproduktion, wie sie sein soll und sie die Welt von uns erwartet“ gelobten Film rund um einen Widerstandskämpfer. Dieser Film zählte neben Der Hofrat Geiger und Der Herr Kanzleirat auch zu den acht Filmen, die 1948 offiziell in Deutschland gezeigt werden konnten.
Der zweite, und zugleich letzte Film aus dem Filmstudio des Theaters in der Josefstadt war Liebe Freundin aus dem Jahr 1949. Regie dieses im Nachkriegswien spielenden Films führte erneut Rudolf Steinböck – nach einem Buch von Curt Johannes Braun. Thematisiert werden Ehe- und Liebesprobleme und der Wiederaufbau mit den Hauptdarstellern Vilma Degischer, Johannes Heesters und Erik Frey.
Eine sehr erfolgreiche Produktion war Die letzte Brücke aus dem Jahr 1954. Der etwas verklärende Antikriegsfilm handelte von einer deutschen Ärztin die in Gefangenschaft der jugoslawischen Partisanen gerät und dort tapfer ihrer ärztlichen Pflicht weiter nachgeht. Die Hauptdarstellerin Maria Schell stieg dank diesem Film zum Star auf. Bei den Filmfestspielen von Cannes gewann sie den Preis für die beste Darstellerin. Der Film verkaufte sich weltweit – sehr zur Freude des Großindustriellen Ludwig Polsterer, der mit diesem Film ins Filmgeschäft einstieg. Regie führte Helmut Käutner.

### Filmschaffen zu Beginn der 1950er-Jahre
Österreich war in den 1950ern ein beliebter Drehort für bundesdeutsche Produktionen, die hier auf günstige Bedingungen zurückgreifen konnten. Zugleich ergab sich für österreichische Filmschaffende die Chance, über die Landesgrenzen hinaus bekannt zu werden. Zahlreiche Filmregisseure und vor allem Schauspieler wanderten in die Bundesrepublik ab.
In der ersten Hälfte der 1950er-Jahre entstanden mehr filmische Biografien denn je zuvor. Neben den Musikern, deren Leben bereits seit der frühen Stummfilmzeit immer wieder als Filmsujet herhalten mussten, waren nun auch andere Künstler – wie etwa Alexander Girardi in Der Komödiant von Wien – und politische Persönlichkeiten der österreichischen Geschichte an der Reihe. So verfilmte G. W. Pabst 1955 in Der letzte Akt das Lebensende Adolf Hitlers mit Albin Skoda in der Hauptrolle. Der Film versucht auf die psychische Verfassung Adolf Hitlers einzugehen, suggeriert jedoch, dass das „Dritte Reich“ in all seinen Auswirkungen einzig das Werk eines „Halbirren“ war. Auch österreichische Literatur des 19. Jahrhunderts wurde wieder vermehrt wahrgenommen. Der Heimatfilm Das Mädchen vom Pfarrhof basierte auf dem bereits zur Stummfilmzeit beliebten und mehrfach verfilmten Drama „Der Pfarrer vom Kirchfeld“ von Ludwig Anzengruber. 1953 diente Johann Nestroys Der Verschwender für eine Filmproduktion. Die jährliche Spielfilmproduktion bis 1955 schwankte zwischen 17 (1950) und 28 (1955).
Was die Wiener Produktionen nicht schafften, bewerkstelligte 1950 die britische Produktion Der dritte Mann. Der Agentenfilm mit seiner berühmten Zithermusik von Anton Karas machte Wien weltberühmt. Als Produzent fungierte der Monumentalfilmproduzent des Wiener Stummfilms der 1920er-Jahre, Alexander Korda. Die Buchvorlage stammte von Graham Greene. Die US-amerikanischen Filmstars Joseph Cotten und Orson Welles spielten neben bekannten österreichischen Darstellern wie Paul Hörbiger, Hedwig Bleibtreu, Siegfried Breuer und Ernst Deutsch. Eine bekannte Szene des Films spielte im Riesenrad des Wiener Praters. Dieser einst beliebte Drehort schien nach dem Zweiten Weltkrieg jedoch nur noch sporadisch in Filmproduktionen auf – etwa in Wienerinnen von 1952. 1952 erschien eine inhaltlich und stilistisch an den Dritten Mann angelehnte Produktion, die zu den stärksten Leistungen des österreichischen Films der Nachkriegsjahre zählt: Abenteuer in Wien. Regie führte Emil E. Reinert, nach einem Roman von Alexander Lernet-Holenia.
1950 erschien mit Erzherzog Johanns große Liebe von Regisseur Hans Schott-Schöbinger nach Hofrat Geiger der zweite wesentliche Fremdenverkehrswerbefilm für Österreich. Der romantische, und für viele Sehnsucht nach einer gesicherten Zeit weckende, Film lockte ein großes Publikum in die Kinos. Paula Wessely griff 1951 diesen Erfolg auf und engagierte sich als Produzentin selbst für die Hauptrolle in Maria Theresia, der ihr ob des schwächelnden Drehbuchs jedoch keinen großen Erfolg bescheren konnte. Ermuntert durch den Erfolg der britischen Dokumentation Eine Königin wird gekrönt, brachte Ernst Marischka 1953 mit seiner Erma-Film Mädchenjahre einer Königin, eine operettenartige Aufarbeitung der englischen Geschichte, hervor. Für die Hauptrolle der jungen Königin Viktoria entdeckte er Romy Schneider. Im selben Jahr sprang auch Franz Antel auf den Zug der Verfilmungen von Lebensgeschichten des Hochadels auf und schrieb das Drehbuch zu Kaiserwalzer, für den er auch Regie führte. Kaiserwalzer erreichte in Deutschland das höchste Einspielergebnis, das ein österreichischer Film bis dahin erreicht hatte. Funk und Film kommentierte diese Tatsache mit Die Branche reibt sich die Hände, die Kritiker raufen sich die Haare. Ernst Marischka folgte mit der Vindobona-Film-Produktion Der Feldherrnhügel nach Alexander Roda Roda, der 1926 schon einmal verfilmt wurde (als Stummfilm unter der Regie von Hans Otto Löwenstein und Erich Schönfelder mit Roda Roda in der Rolle des Korpskommandanten), worauf Antel 1954 wiederum mit dem Agfacolor-Farbfilm Kaisermanöver konterte. Daraufhin stellte Ernst Marischka 1955 Die Deutschmeister, erneut mit Romy Schneider, her – ebenfalls in Agfacolor. Im selben Jahr folgten noch Hofjagd in Ischl von Hans Schott-Schöbinger und Der Kongreß tanzt, wieder von Franz Antel und der Neusser-Film. Die berühmteste all dieser Produktionen gelang letztendlich doch noch Ernst Marischka, als er 1955 mit Sissi den Auftakt zur weltweit erfolgreichen Sissi-Filmreihe macht.
Mit Das Salzburger Welttheater vom Dokumentarfilmpionier Max Zehenthofer und Abenteuer im Roten Meer vom weltbekannten Taucher und Naturforscher Hans Hass erschienen 1951 zwei nennenswerte Dokumentarfilme. Bei den Filmfestspielen in Venedig erhielt Hans Hass für sein Werk den Preis für den besten abendfüllenden Dokumentarfilm. Im Auftrag der Wien-Film begleitete Albert Quendler den Forscher Ernst Zwilling nach Afrika. Mit einheimischen Laiendarstellern drehte er dort 1955 den Dokumentar-Spielfilm Omaru her, der bei der Premiere im Cinema-Palast am Lido begeistert aufgenommen wurde. Bereits 1952 sorgte Quendler mit Symphonie Wien für einen experimentellen Beitrag zum Dokumentarfilmschaffen.
Die „Nova-Film“ produzierte 1951 die beiden Revuefilme Frühling auf dem Eis und Das Herz einer Frau mit Eva Pawlik unter der Regie von Georg Jacoby, dem Gatten von Marika Rökk. 1952 erschien der letzte Revuefilm der „Nova“: Seesterne mit Eva Kerbler.
Es entstanden auch knapp ein dutzend zeitbezogene und zeitkritische Filme zwischen 1950 und 1955. So etwa Georg C. Klarens Ruf aus dem Äther (1951) mit Oskar Werner, der knapp zwei Jahre nach Auflösung der Produktionsgesellschaft Pabst-Kiba-Produktionsfirma erschien oder die aus fünf Episoden bestehende Produktion Asphalt (1951), in der das Leben verschiedener junger Menschen thematisiert wird. Neben dem von der Kritik wenig geschätzten Asphalt erschienen 1952 mit Wienerinnen – Schrei nach Liebe und 1953 mit Flucht ins Schilf weitere neoveristische Filme Kurt Steinwendners. Über Zweiteren berichteten sogar Tageszeitungen ausführlich, und nach der Premiere im Wiener Künstlerhaus-Kino waren sich die Kritiker einig, dass es sich bei diesem Film, der von einem Mordfall am Neusiedler See und den Reaktionen der umliegenden Bevölkerung darauf handelt, um einen Neubeginn in der österreichischen Filmszene handeln könnte.
Eine einzigartige und außergewöhnliche Produktion der österreichischen Filmgeschichte erschien 1952. Mit Geldern der Bundesregierung entstand der Science-Fiction-Film 1. April 2000. Der Film handelt von der Erklärung der Unabhängigkeit Österreichs und der darauf folgenden Empörung der „Weltschutzkommission“. Die millionenteure Produktion sollte die Alliierten an ihre Entlassung Österreichs in die Unabhängigkeit erinnern. Nicht 48, sondern bereits drei Jahre später geschah dies tatsächlich. Ob der Film hierbei eine Rolle spielte, ist nicht bekannt.
Von 1950 bis 1954 entstanden jährlich zwei Operettenverfilmungen, in denen Werke von Edmund Eysler, Jara Beneš, Leo Fall, Robert Stolz, Fred Raymond, Carl Zeller und Johann Strauss verarbeitet wurden. Die bekanntesten Darsteller dieser Filme waren Elfie Mayerhofer und Curd Jürgens in Küssen ist keine Sünd (1950), Paul Hörbiger in Der fidele Bauer (1951), Johannes Heesters und Waltraut Haas in Tanz ins Glück (1951) sowie Hannerl Matz in Saison in Salzburg (1952) und Die Perle von Tokay (1954).
Am Rosenhügel wurde für die Verfilmung der Johann-Strauss-Operette Eine Nacht in Venedig unter Regisseur Georg Wildhagen eine aufwändige Kulisse aufgebaut – sowohl im Ateliergebäude als auch im Freien. Ebenfalls am Rosenhügel entstand 1953 die Verfilmung von Gaetano Donizettis Oper Die Regimentstochter. Für die Nova-Film waren hierbei die Regisseure Georg C. Klaren und Günther Haendel tätig. Auch Walter Kolm-Veltée verfilmte hier eine Oper. Mozarts Don Giovanni wurde 1955 mit Cesare Danova, Josef Meinrad und Marianne Schönauer fertiggestellt. Für die hervorragende Kameraführung zeichneten Willi Sohm und Hannes Fuchs verantwortlich.
1954 wurde der bereits 1940 bis 1944 abgedrehte Film von Leni Riefenstahl – Tiefland – gemeinsam mit der Tiroler Plesner-Film fertiggestellt.
In Fritz Kortners Film Sarajewo aus dem Jahr 1955 spielte Klaus Kinski den Attentäter von Franz Ferdinand (gespielt von Ewald Balser). Oskar Werner spielte im selben Jahr die Hauptrolle in Mozart, einer Regiearbeit von Karl Hartl in einer Koproduktion der Polsterer- und Cosmopol-Film. Johanna Matz, Gertrud Kückelmann und Nadja Tiller spielten die weiteren Rollen.

### Höhepunkt der Lustspieldramaturgie
In der ersten Hälfte der 1950er-Jahre erlebten die Musik- und Reisekomödien ihren Höhepunkt. Von der Kritik abgelehnt und von den Intellektuellen belächelt, erreichten solche Filme jedoch große Akzeptanz unter der Bevölkerung. Wichtige Regisseure dieser Jahre waren Franz Antel, Alfred Stöger, Hubert Marischka, Harald Reinl, Gustav Ucicky, Hans Schott-Schöbinger, Alfred Lehner oder Alfons Stummer, wobei sie in der Regel keine ästhetischen Neuerungen durchsetzten, sondern für eher konventionelle Inszenierungen sorgten. Mit Kind der Donau drehte Marika Rökk 1950 den ersten österreichischen Farbfilm der Nachkriegszeit.
Als bekanntester Vertreter von Reise- und Musikkomödien, aber auch Heimatfilmen, drehte Franz Antel in den 1950ern einige der erfolgreichsten österreichischen Filme, wobei er zwischen den Genres pendelte und in Spionage (1955) sogar den Fall des Oberst Redl aus der Monarchie aufgriff und einen durchaus seriösen Film vorlegte. In Der alte Sünder (1951) ließ Antel, inspiriert durch den Erfolg von Martin Costas Hofrat Geiger, einige Darsteller Gesangseinlagen abliefern. Die Titellieder des Films stammten von Hans Lang und hießen „Der alte Sünder“ und „Ja, da kann man halt nichts machen“. Franz Antel verschaffte auch jungen Schauspielern wie Gunther Philipp in Kleiner Schwindel am Wolfgangsee (1949) und Peter Alexander in der Reisekomödie Verliebte Leute ihre ersten Hauptrollen. Mit durchs Salzkammergut reisten hier auch Hans Moser und Oskar Sima, und für die deutschen Zuseher auch Rudolf Platte. Diese frühen Produktionen Antels zählen heute zu den Klassikern der österreichischen Filmkomödie. Allerdings war Antel sehr bald als Regisseur in der Bundesrepublik Deutschland mit großem Erfolg tätig und kehrte erst in den späten 1960ern auch als Produzent nach Österreich zurück.
Die dem Heimatfilm nahestehenden Heimat- und Reisekomödien erzählten typischerweise von Verwechslungen, Glücks- und Zufällen im Leben der durchschnittlichen österreichischen Bevölkerung. So etwa Ernst Marischkas Reisekomödie Zwei in einem Auto. Die Hauptdarsteller gewinnen im Toto den Jackpot, kaufen sich ein Auto und reisen nach Italien. Dort lernt die weibliche Hauptdarstellerin einen berühmten Autorennfahrer kennen. Es folgen Verwechslungen die zu komischen Parallelhandlungen führen, doch am Schluss gibt es ein Happy End. Durch diesen Film erlangte die Schauspielerin Johanna Matz, in den folgenden Jahren als „Hannerl“ bekannt, große Bekanntheit. Sie spielte sie neben Hans Moser, Leopold Rudolf und Wolf Albach-Retty. In den folgenden Heimatfilmen Försterchristel, Hannerl und dem Operettenfilm Die Perle von Tokay avancierte sie zu einem neuen österreichischen Filmstar. In Hallo Dienstmann (1952) bekam man wieder einmal die haarsträubenden Folgen von Verwechslungen zu sehen.
Ebenfalls als Komödien ausgewertet wurden Erich Kästners Bücher Pünktchen und Anton (1953) sowie Drei Männer im Schnee. Paula Wessely spielte 1953 in Ich und meine Frau an der Seite ihres Gatten Attila Hörbiger und den Zwillingen Isa und Jutta Günther. 1954 produzierte sie Das Licht der Liebe. Regisseur dieser Mutterliebe-Neuverfilmung mit Käthe Dorsch als Hauptdarstellerin war R. A. Stemmle.
Die Schönbrunn-Film produzierte neben Hallo Dienstmann mit dem hervorragend zusammenspielenden Duo Hans Moser und Paul Hörbiger und Alter Sünder auch die Geschichte rund um die Wiener Volkssängerin Fiakermilli – gespielt von Gretl Schörg. Gemeinsam mit der ÖFA wurde 1953 nach Franz Schuberts Bühnenstück Tingel Tangel die Liebeskomödie Praterherzen hergestellt. Der Film führte in die Welt der Gaukler, Buden- und Wirtshausbesitzer, die es in der gezeigten Form jedoch schon damals nicht mehr gab. Im selben Jahr versuchte Regisseur Ernst Marischka mit der Richard-Tauber-Biografie Du bist die Welt für mich den Sängerfilm wiederzubeleben. Der Versuch wurde 1954 mit dem Zirkusfilm König der Manege fortgesetzt. Damalige Hörfunk- und Plattenstars wie Rudi Schuricke, Vico Torriani und Rudolf Schock sollten solche Filme bereichern.

## Zwischen Kommerz- und Avantgardefilm, 1955 bis 1970
| Spielfilmproduktion |        |
| Jahr                | Anzahl |
| 1956                | 37     |
| 1957                | 26     |
| 1958                | 23     |
| 1959                | 19     |
| 1960                | 20     |
| 1961                | 23     |

1955 startete in Österreich der Probebetrieb des Fernsehens, welches es in Westdeutschland bereits gab. Eine neue Konkurrenz für das Kino zeichnete sich ab. Doch vorerst stiegen österreichweit die Kinobesuchszahlen noch. Lediglich in Wien sanken die Besucherzahlen bereits. Vorerst nur langsam, ab 1959 jedoch drastisch – wie auch im restlichen Österreich. 1969 nahm der Österreichische Rundfunk (ORF) das Farbfernsehen auf, ab 1970 bestanden zwei vollwertige Programme.
Die Konkurrenz durch das Fernsehen machte weltweit die Filmproduzenten erstmals darauf aufmerksam, dass ihre Produktionen nicht mehr so selbstverständlich und ohne Anstrengung verkauft werden konnten. Die US-amerikanische Filmindustrie reagierte umgehend darauf mit der Einführung der Produktionstechniken Cinemascope, Cinerama, 70-mm-Film, 3-D-Spektakeln und der Herstellung von Filmen mit aufwändigen Bauten und Menschenmassen – ähnlich den Monumentalfilmen der 1920er-Jahre. Die technischen Änderungen wurden auch vom Rest der Welt, inklusive Österreich, bald übernommen. 1956 gab es auch in Österreich bereits 98 Cinemascope-Kinos, und ab 1. Jänner 1957 gab es österreichweit regelmäßigen Fernsehbetrieb an sechs Wochentagen. In den Kinos wurde der Stereoton eingeführt.
In Österreich wurde zwar auch eine 3-D-Kamera entwickelt – von Walter Maier und Kurt Traum vom Trickfilmstudio Traum & Maier – doch geriet diese Erfindung nach wenigen Kurz- und Werbefilmen bald wieder in Vergessenheit. Dem einsetzenden Besucherrückgang versuchte man hierzulande mit noch intensiverer Wiederverwertung von Altbewährtem begegnen.
Neben den Heimatfilmen und ihm verwandten Genres nahmen andere Ziele verfolgende Projekte einen untergeordneten Rang ein. Die Spielfilmproduktion erlebte 1956 ein außergewöhnliches Hoch. 37 Spielfilme wurden in diesem Jahr hergestellt, nachdem es im Jahr 1955 28 und im Jahr 1957 nur 26 waren. 1958 war auch schon das letzte große Jahr von Heimat- und Monarchiefilmen. In den 1960er-Jahren versuchte man dem Besucherschwund in den Kinos mit der Internationalisierung des Films entgegenzutreten. Italienische, deutsche, französische und amerikanische Produktionsgesellschaften, Schauspieler und Regisseure wurden für Nachahmungen erfolgreicher ausländischer Produktionen, wie etwa den James-Bond-Filmen, engagiert.
Anstelle der Heimatfilme und Komödien blühte nun der Avantgardefilm mit Arbeiten von Peter Kubelka oder Kurt Kren auf, die heute internationale Wertschätzung genießen und zu den wesentlichen Werken dieses Genres zählen. Diese Tradition setzten Ernst Schmidt jr. und Dietmar Brehm erfolgreich fort. Kommerzielle Produktionen kamen in den 1960ern immer seltener zustande. Zwar kamen vor allem US-Produktionen nach Österreich, um hier zu drehen, aber aus dem europäischen Koproduktionszirkus war Österreich ausgeschlossen, weil es nicht Mitglied der EWG war. Nur vereinzelt waren Koproduktionen, etwa mit Italien oder Frankreich, zu verzeichnen. Es gelang jedoch nicht, an moderne Filmästhetiken anzuschließen, etwa die französische Nouvelle Vague. Der Regisseur Eddy Saller versuchte, einen österreichischen Trashfilm zu etablieren, scheiterte aber. Erfolgreicher waren Produktionen im Erotikbereich, etwa die Mutzenbacher-Filme von Kurt Nachmann mit Christine Schuberth.

### Filmwirtschaft
Nach Abzug der Alliierten gingen die Rosenhügel-Studios in den Besitz der nun staatlichen Wien-Film über, welche kein Interesse an einer Fortführung der Filmproduktion zeigte. Personal wurde gekündigt und Verhandlungen mit dem ORF über den Verkauf von Hallen aufgenommen. Bis auf die Atelieranlagen Sievering gingen 1966 alle Wien-Film-Studios in den Besitz des ORF über. Die letzte noch am Rosenhügel gedrehte Filmproduktion – Fidelio – kam 1956 in die Kinos. 1957 wurde auch bekannt, dass die Filmabteilung des Creditanstalt-Bankvereins (CA) Filmkreditgeschäfte durchführte und Filmkonzernunternehmungen betrieb. So gehörten die in der Produktion und im Verleih tätige „Sascha-Film“, die „Österreichische Film GesmbH“ (ÖFA), „Österreichische Filmverleih- und Verwertungsgesellschaft“, „Firma Schmiedl“ (Requisiten, Möbel) sowie „Austria-Wochenschau“-Beteiligungen und das „Maria-Theresien Tages Kino“ mehrheitlich zur CA. Die ÖFA produzierte von 1947 bis 1957 18 Filme, die in 21 Ländern verkauft wurden, um 52 Millionen Schilling her, und die Sascha-Filmproduktion gab im selben Zeitraum 70 Millionen Schilling für 15 Filme aus, die in 48 Ländern verkauft wurden. Der Erlös österreichischer Filmproduktionen in Deutschland bewegte sich zu dieser Zeit um 13,9 (1961) und 16,3 Millionen Schilling (1964) herum. Wesentlich geringere Beträge als in den Jahren zuvor.
Obwohl neben dem Fernsehen auch durch zunehmende Mobilisierung der Bevölkerung mit Motorrollern und PKW, sowie in Mode kommende Tanzlokale dem Kino weiter Konkurrenz machen, können Filmstars und Produzenten die Gagen in Deutschland weiter in die Höhe treiben. So verdienten 1956 Maria Schell und O. W. Fischer je 1,2 Millionen Schilling, Curd Jürgens 900.000 und Nadja Tiller 450.000.
Die großen Filmproduktionsgesellschaften verschlossen sich Neuerungen. Um kein geschäftliches Risiko einzugehen, machten sie sich bereitwillig von deutschen Filmverleihern abhängig. Die so genannten österreichischen Heimatfilme wurden in vielen Belangen – sei es Szenerie oder Schauspieler – auf den deutschen Markt abgestimmt. Wenig verwunderlich daher die andauernde negative Einstellung der Kritiker zu solchen Produktionen. So resümierte ein Kritiker der „Funk und Film“ zu Heimweh …, dort wo die Blumen blühn im Jahr 1958: „Franz Antel hat diesen Film auf die Tränendrüsen abgestimmt und außerdem zu einem Tiefpunkt der heimischen Filmproduktion beigetragen“. Paul Hörbiger, der auch in eben erwähntem Film eine Hauptrolle spielte, bekannte diesbezüglich: „Aufgrund meiner reichen Erfahrungen, die ich während meiner Dreharbeiten in Deutschland sammeln konnte, habe ich mir einen Wiener Dialekt zugelegt, der auch in Berlin und Hamburg verständlich ist. Da sich der österreichische Film in Österreich nie amortisieren kann, müssen wir unsere Filme nach den Wünschen des gesamten deutschsprachigen Publikums inszenieren.“
Nach dem Erfolgsabsturz der inhaltlich immer gleichen Komödien, Operetten- und Heimatfilme, der sich bereits ab 1958 erkennbar machte, ging deren Produktion drastisch zurück. Die Absatz- und Umsatzzahlen nahmen dementsprechend ab, woraufhin beispielsweise die CA 1961 mit der Liquidierung der ÖFA reagierte. Nachdem bereits die heimische Filmproduktion in den 1960er-Jahren weiter abnahm, setzte ab Mitte der 1960er auch das Kinosterben ein, das erst Mitte der 1990er mit dem Neubau zahlreicher Kinocenter ein Ende fand. 1957 beendete die Filmzeitschrift „Mein Film“ ihre Tätigkeit, und Ende des Jahres 1965 erschien die letzte Ausgabe von „Paimann’s Filmlisten“, die bisher Kinobesitzern als Orientierungshilfe bei neu erscheinenden Filmen diente. Der deutsche Film, der in der Nachkriegszeit ebenso hauptsächlich banale und anspruchslose Unterhaltungsfilme hervorbrachte, ging in diesen Jahren nach seinem quantitativen „Filmwunder“ der 50er-Jahre ebenfalls unter. Ab den 1960er-Jahren entwickelte sich der österreichische und deutsche Film erstmals zunehmend auseinander anstatt stetig weiter aufeinander zu. Trotzdem blieb die personelle und wirtschaftliche Verzahnung weiterhin sehr groß, jedoch widmeten sich die Regisseure der beiden Länder unterschiedlichen Themen.

### Höhepunkt der Heimatfilmproduktion
Die klassische Heimatfilmwelle, in der klischeebehaftet das einfache Leben der Bevölkerung von Bergdörfern, meist in Form von Liebesgeschichten, dargestellt wurde, wurde 1954 durch den Film Echo der Berge ausgelöst. Der Film war eine österreich-spezifische Abwandlung des US-amerikanischen Films Der Wilde und fand aufgrund des Erfolgs zahlreiche Nachahmer. Die geringe Handlungsvielfalt solcher Produktionen bezeichnete der einst in die Vereinigten Staaten emigrierte Regisseur Billy Wilder sehr treffend mit der Aussage „…wenn die Deutschen [gemeint war der gesamte deutschsprachige Raum] einen Berg im Hintergrund und Paul Hörbiger im Vordergrund sehen, sind sie schon zufrieden.“
Zu den ersten dieser Nachahmer zählen die sich mit Berg- und Tieraufnahmen auszeichnenden, und dadurch auch tourismuswirksamen, Produktionen Die Sennerin von St. Kathrein (1955) von der Schönbrunn-Film und Heimatland (1955), unter der Regie von Franz Antel nach der Novelle Krambambuli. Das Heimatfilm-Genre wurde schließlich auf die Zeit der Monarchie ausgedehnt und mit neuen Motiven angereichert, wobei insbesondere Sissi (1955) von Ernst Marischka mit Romy Schneider und Karlheinz Böhm in den Hauptrollen das herausragendste Beispiel darstellt, das auch internationalen Erfolg erzielte und zwei Fortsetzungen erlebte. Gefördert durch den kommerziellen Erfolg, erschienen bereits 1956 sechs Heimatfilme. Darunter Försterliesl, Die Magd von Heiligenblut und Das Hirtenlied vom Kaisertal.
Rasch wurde das Genre noch weiter ausgedehnt. Es mischten sich nun auch deutsche Geschäftsleute und andere Stadtbewohner als Touristen in die Heimatfilm-Dramaturgie, und bestärkten diese Produktionen noch weiter in ihrer Tourismuswirksamkeit. Die Filme spielten nun nicht mehr nur in idyllischen Bergdörfern, sondern zum Beispiel auch im Weinbaugebiet Burgenland – so etwa in Die Winzerin von Langenlois (1957) mit Herta Staal und Gunnar Möller – und im Seengebiet Salzkammergut – wie in Almenrausch und Edelweiß (1957). Wesentlicher Bestandpunkt solcher Filme war eine oder mehrere Liebesgeschichten. Bekanntestes Heimatfilm-Liebespaar waren Anita Gutwell und Rudolf Lenz, die unter anderem in Försterliesl (1956) und Mein Vaterhaus steht in den Bergen (1960) mitwirkten.
Da der Heimatfilm anfangs viele Zuschauer anzog und finanziell erfolgreich war, kam es rasch zu einer Überproduktion, sodass immer weniger Filme Gewinne erzielten. Auch die vereinzelten Versuche, Heimatfilme zu drehen, die auf Positivzeichnungen verzichteten und stärker zeitgenössische Aspekte in den Vordergrund rückten, ereigneten sich erst, als sich das Genre bereits seinem Ende näherte. Beispiele sind Wolfgang Schleifs Inszenierung Der rote Rausch aus dem Jahr 1962 mit Klaus Kinski oder Der Weibsteufel aus dem Jahr 1966 nach einem Drama von Karl Schönherr (Regie Georg Tressler; mit Sieghardt Rupp, Maria Emo, Hugo Gottschlich u. a.). Besonders ungewöhnliche, da ernstere, Vorlagen für Heimatfilme bot Trygve Gulbranssen. Zwei seiner Romane wurden von der Mundus-Film verfilmt: Und ewig singen die Wälder (1959) unter der Regie von Paul May mit Gert Fröbe, Hansjörg Felmy, Joachim Hansen, Maj-Britt Nilsson und Hans Nielsen, sowie Das Erbe von Björndal (1960) von Gustav Ucicky mit Brigitte Horney, Joachim Hansen, Michael Hinz und Ellen Schwiers.
Bereits 1956 entstanden teils bösartige Parodien auf den Heimatfilm in der Wiener Kabarettszene. Unter der Leitung von Gerhard Bronner machten sich im Intimen Theater Georg Kreisler, Peter Wehle, Kurt Jaggberg und Helmut Qualtinger lustig über den deutschsprachigen Trivialfilm. An manchen dieser Produktionen waren sie auch selbst beschäftigt. Peter Wehle und Gerhard Bronner schrieben nicht nur im Kabarett, sondern auch für Filme wie …und wer küßt mich? (1956) gemeinsam Musik. Helmut Qualtinger hingegen war als Filmschauspieler unter anderem in Du bist die Richtige (1955) zu sehen. In einem musikalisch begleiteten Programm, Blattl vor’m Mund, hießen die Nummern dementsprechend Der Halbwilde, Busen, die die Welt bedeuten und Orpheus in der Filmwelt. Diese Form der Kritik bot erstmals eine Analyse dieses Filmgenres. Ein Sketch daraus kann als eine der aufschlussreichsten Aussagen über die österreichische Filmwirtschaft des Jahres 1956 angesehen werden, so der Filmwissenschafter Dr. Walter Fritz, der dieses Sketch wie folgt beschreibt:
„In diesem Sketch verglichen die Kabarettisten die Filmbranche mit der Unterwelt, und die Interpreten versprachen, dass nun darüber geredet wird, ‚wie es entstehen kann, dass uns dann ungeniert in den Kinos vorgeführt, wie das alles konstruiert, plagiiert, umkopiert, zammgeschmiert wird, und keiner schert sich um das arme Publikum, warum, es ist ja stumm, ist es zu dumm, es ist zu dumm‘. Sie berichten von einem Autor mit viel Talent und Ambition, der einen Film schreibt von ‚Menschen, die im Leben steh’n‘. Dann kommt ein verständnisvoller Produzent, der ein bisschen was ändert und ein Happy End dazuschreibt. Und dann kommt einer mit viel Geschrei: ‚Ich bin vom deutschen Filmverleih!‘, und er erklärt nun die notwendigen Erfordernisse für einen deutschsprachigen Film: ‚Ein Silberwald mit grüner Heide, ferner glühendes Abendrot und ein Kind mit dekolletiertem Kleide schwört einem Förster Liebe bis zum Tod‘. Dann wird der Film hergestellt, und der Chor bedankt sich im Cancan-Rhythmus bei den großen Verleihfirmen, Schauspielern und Regisseuren des deutschsprachigen Films, zum Beispiel ‚Dieter Borsche und der Walter Müller, Walter Giller, Nadja Tiller, Romy Schneider, Magda Schneider, leider, leider, leider […] Regie führt ein großer Denker namens Luis Trenker […] jeder macht unbedacht, unbewacht, über Nacht noch an Film und noch an Film […] doch es muss weiter so sein, so muss das Niveau sein, weil sonst die Verleiher ihre eigenen Filme nicht versteh'n, drumm muss das in Ewigkeit so weitergeh'n, so wird bei uns sehr viel Geld gemacht, nur das Geschäft wird hier bedacht […]‘.“ Das alles auf Musik aus diversen Operetten von Jacques Offenbach gesungen.
Fritz Walden meinte 1972 rückblickend zu den Unterhaltungsfilmen der 1950er-Jahre: „Was den Unterhaltungsfilm dieser Jahre betrifft, so waren wir, das hat sich mittlerweile auch herumgesprochen, nicht sehr glücklich, ich muss aber gleich hinzusetzen, es konnte fast nicht anders sein, weil das Ganze – die kommerzielle Gliederung, der ganze Systemzwang dazu – in unserer, also in der westlichen Welt kommerziell zu denken erforderte. Deutschland hatte in eine sogenannte ‚Marktlücke‘ einzuspringen, und in dieser Marktlücke hatte der österreichische Film, der ja vom deutschen Verleih abhängig war, wieder eine Marktlücke auszufüllen. Das heißt, wir galten als ein amüsantes Volk; das ging so weit, dass, wenn zum Beispiel wirklich ein ernster Film gemacht wurde, wie etwa Georg Tresslers Der Weibsteufel (1966), da hat man schon gelacht, wenn man unsere Berge gesehen hat, weil man sich gefreut hat, jetzt wird was Lustiges kommen.“

### Komödien, Eisrevue-, Operetten- und Monarchiefilme
Abgesehen von den Heimatfilmen entstanden dieser Jahre auch Eisrevuefilme wie Symphonie in Gold (1956) oder dem Heimatfilm nahestehende Operettenfilme wie Karl Parylas Gasparone (1956) nach Karl Millöcker sowie Ernst Marischkas Operettenverfilmung Opernball (1956) nach Richard Heuberger, die wiederum das Remake einer deutschen Produktion aus dem Jahr 1939 war, wobei Hans Moser und Theo Lingen ihre früheren Rollen noch einmal spielten.
Erst nach einer vierjährigen Pause entstand 1960 unter der Regie des Deutschen Werner Jacobs mit Im weißen Rößl von der Sascha-Film ein weiterer Operettenfilm. Die musikalischen Arrangements wurden modernisiert und neue Stars eingesetzt. So spielten in Im weißen Rößl Peter Alexander und Waltraut Haas. Die letzten kommerziellen Operetten-Verfilmungen – wobei ebenfalls sowohl in musikalischer wie inhaltlicher Hinsicht die Originalstoffe teilweise sehr stark verändert wurden – entstanden von der Sascha-Film im Jahre 1962: Die Fledermaus, Hochzeitsnacht im Paradies und Die lustige Witwe. In allen dreien spielte Peter Alexander eine tragende Rolle, in zweien an der Seite von Marika Rökk. In Die Fledermaus spielte der 81-jährige Hans Moser eine seiner letzten Rollen, den Gerichtsdiener Frosch.
Weitere volkstümliche Filme und Komödien dieser Jahre waren etwa Bademeister Spargel (1956), Roter Mohn (1956), Ober, zahlen! (1957), Hallo Taxi (1958), Im schwarzen Rößl (1961), Die Abenteuer des Grafen Bobby (1961), Mariandls Heimkehr (1962), Drei Liebesbriefe aus Tirol (1962), Hochzeit am Neusiedlersee (1963), Happy-End am Attersee (1964) und Liebesgrüße aus Tirol (1964). In der erfolgreichen Trilogie um Graf Bobby beispielsweise spielte Peter Alexander die Hauptrolle. In Die Abenteuer des Grafen Bobby, Das süße Leben des Grafen Bobby und Graf Bobby, der Schrecken des Wilden Westens (1966) bekam man den singenden Schauspielstar in den unterschiedlichsten Verkleidungen zu sehen – unter anderem als Frau.
Auch Monarchiefilme entstanden in den 1950ern nach altbewährtem Muster. So erschienen 1956 E. W. Emos Ihr Korporal und Franz Antels Kaiserball. Mit K. u. K. Feldmarschall erschien im selben Jahr auch ein Militärlustspiel, erneut inszeniert von E. W. Emo. Rudolf Vogel spielte die Hauptrolle. Und auch Kronprinz Rudolf kam nach 1919 und 1925 erneut zu filmischen Ehren. In Kronprinz Rudolfs letzte Liebe (1956) wurde er von Rudolf Prack gespielt, während Mary Vetsera von Christiane Hörbiger dargestellt wurde. Seit Jahrzehnten strittige Fragen blieben darin bewusst unbeantwortet. Willi Forst inszenierte ebenfalls 1956 die Komödie Kaiserjäger mit Erika Remberg in einer Hosenrolle, da sie sich in ihrer Rolle als Mann verkleidete, um den von Rudolf Forster verkörperten General zu täuschen und ihre Liebe zu gewinnen. Das Drehbuch stammte von Kurt Nachmann, die Musik von Hans Lang. Oskar Sima und Gunther Philipp traten als Komiker in Militäruniformen in Erscheinung. Weitere Filme über die Habsburger-Monarchie waren Der Kaiser und das Wäschermädel (1957), Franz Antels Liebe, Mädchen und Soldaten (1958) mit den Sängern Renate Holm und Willy Hagara und Mikosch im Geheimdienst (1959) mit Gunther Philipp. Die „Paula-Wessely-Filmproduktion“ ließ 1958 Im Prater blüh’n wieder die Bäume mit Johanna Matz und Gerhard Riedmann sowie musikalischer Unterlegung von Robert Stolz erscheinen.
Viele Filme trugen auch intensive Fremdenverkehrswerbung in sich. So zum Beispiel Holiday am Wörthersee (1956), Verlobung am Wolfgangsee (1956), Liebe, Sommer und Musik (1956) mit den Günther-Zwillingen, Franz Antels Vier Mädels aus der Wachau (1957) mit gleich zwei Zwillingspaaren, Mariandl (1961) oder auch Autofahrer unterwegs (1961). Mariandl (Regie Werner Jacobs) war eine Neuverfilmung von Hofrat Geiger. Waltraut Haas spielte die Mutter, der ehemalige Kinderstar Conny Froboess die Mariandl und Hans Moser diente als Windischgruber. Den Hofrat Geiger gab dieses Mal Rudolf Prack.
In Wien, du Stadt meiner Träume mit Hans Holt, Erika Remberg und Hertha Feiler führte Willi Forst 1957 zum letzten Mal Regie, bevor er sich mit der Bemerkung Mein Stil hat Pause ins Privatleben zurückzog. Auch Ernst Marischka beendete seine Karriere als Regisseur, nachdem er 1958 Das Dreimäderlhaus mit Karlheinz Böhm als Franz Schubert fertig gestellt hatte. Zuvor stellte sich heraus, dass es zu keinem vierten Teil in der Sissi-Filmreihe kommen würde. 1959 starb sein Bruder Hubert, vier Jahre später auch er selbst.
1959 versuchte man mit der Verwechslungskomödie Die Halbzarte Romy Schneiders Image zu korrigieren. Darin spielte sie eine unmoralische, oft freizügig bekleidete, Jugendliche, die einem amerikanischen Produzenten imponieren will. Ihre Mutter verkörperte Magda Schneider. Weitere Rollen wurden mit Carlos Thompson, Josef Meinrad, Rudolf Forster, Erni Mangold, Helmuth Lohner und Gertraud Jesserer besetzt.
1961 erschienen unter der Regie von Géza von Cziffra der Eisrevuefilm Kauf Dir einen bunten Luftballon mit Ina Bauer und der Skisport-Film Ein Stern fällt vom Himmel mit Toni Sailer. Ein weiterer der damals aufgrund der Erfolge österreichische Eiskunstläufer vermehrt auftretenden Eisrevuefilme war … und du mein Schatz bleibst hier. Dieser, 1961 von der Wiener Stadthalle produzierte und von Franz Antel inszenierte Film wartete mit dünnen Handlungsfäden, einem knappen Dutzend Komiker und eben so vielen Musikern auf. Es war erst die zweite Produktion der „Wiener Stadthalle Betriebs- und Produktionsgesellschaft“, welche 1961 von der Stadt Wien gegründet wurde. Nach einer erfolgreichen Erstproduktion – der Musikkomödie Unsere tollen Tanten – und jenem Eisrevuefilm folgten noch zahlreiche weitere Produktionen dieser Art wie Unsere tollen Nichten (1962, mit Gunther Philipp, Paul Hörbiger; Regie: Rolf Olsen), Unsere tollen Tanten in der Südsee (1963, mit Udo Jürgens, Gus Backus; Regie: Rolf Olsen), Die ganze Welt ist himmelblau (1964, mit Peter Weck, Johanna Matz; Regie: Franz Antel), Happy-End am Wörthersee (1964, mit Waltraut Haas, Rudolf Prack; Regie: Hans Hollmann) oder auch dem Eisrevuefilm Die große Kür mit dem aktuellen Star-Pärchen des Kunsteislaufes, den Deutschen Hans-Jürgen Bäumler und Marika Kilius.
Mit Ruf der Wälder entstand 1965 zumindest eine Literaturverfilmung und Das große Liebesspiel nach einem Drehbuch Herbert Reineckers verstand sich zumindest als moderne Version von Schnitzlers Reigen, war aber tatsächlich eine Sammlung von Skandalgeschichten in Illustrierten-Manier. 1963 versuchte man sich in einem Western-Film. Der letzte Ritt nach Santa Cruz wurde unter der Regie von Rolf Olsen auf den Kanarischen Inseln mit Marianne Koch, Mario Adorf und Klaus Kinski gedreht, hatte aber kaum Erfolg. Die Kritik meinte daraufhin, dass nur die Amerikaner gute Western-Filme herstellen könnten. Doch nur wenig später entstanden mit großem Erfolg die Italowestern. 1964 und 1967 versuchten sich andere Produktionsgesellschaften nochmals in Western-Produktionen: Mein Freund Shorty von Rolf Olsen und Frauen, die durch die Hölle gehen von Rudolf Zehetgruber.
Nachdem bis auf die erste Produktion alle Filme der Wiener Stadthalle nur geringen Erfolg hatten erfolgte im Jahr 1966 die letzte Produktion: Der Kongreß amüsiert sich. Insgesamt ließ sich die Stadt Wien die insgesamt 25 Produktionen rund 100 Millionen Schilling kosten (rund 7,3 Millionen Euro, ohne Berücksichtigung der Inflation). Trotz des bescheidenen Erfolgs der Filme sowohl bei Publikum als auch bei Kritikern nahm die Stadt Wien im Gegensatz zum Bund die Aufgabe, den österreichischen Film anzukurbeln, zumindest wahr – wenn auch bei der Umsetzung auf künstlerisch anspruchsvolle Produktionen verzichtet wurde. Der damalige Aufsichtsratsvorsitzende Glaserer resümierte in einem Interview mit der Zeitschrift „Filmkunst“ (Nr. 47, S. 15): „Wenn wir mit den ‚Tollen Tanten‘ nicht solchen Erfolg gehabt hätten, dann wäre das ganze Geld nicht in den Eimer gegangen.“
1963 entstand die deutsch-österreichische Produktion Das große Liebesspiel nach Reigen 51 von Carl Merz, Helmut Qualtinger und Michael Kehlmann, was wiederum auf „Reigen“ von Arthur Schnitzler basierte. Regie bei dieser Komödie führte Alfred Weidenmann. Die Hauptrollen wurden von Lilli Palmer, Hildegard Knef, Nadja Tiller sowie auch französischen und italienischen Schauspielern besetzt. In der Komödie Das Liebeskarussell von der Intercontinental-Film spielten 1965 unter der Regie von Rolf Thiele, Alfred Weidenmann und Axel von Ambesser die Schauspieler Gert Fröbe, Catherine Deneuve, Curd Jürgens, Nadja Tiller, Heinz Rühmann, Johanna von Koczian, Peter Alexander und die freizügig gekleidete Anita Ekberg – der schwedische Star des italienischen Films – in vier verschiedenen Beziehungsgeschichten.
1965 diente Salzburg als Kulisse für den US-amerikanischen Film Meine Lieder – meine Träume. 1966 entstanden mehrere satirische Filme. So etwa Vojtěch Jasnýs Pfeifen, Betten, Turteltauben und Michael Pfleghar mit Bel Ami 2000 oder Wie verführt man einen Playboy mit Renato Salvatori, Antonella Lualdi und Peter Alexander in den Hauptrollen.
Hans Conrad Fischer inszenierte 1967 die dokumentarische Filmbiografie: Das Leben Mozarts. Wolfgang Müller-Sehn führte im selben Jahr bei Verliebt in Österreich Regie. 1967 entstanden auch die ersten der so genannten „Wirtinnen-Filme“ mit Terry Torday in der Titelrolle und internationaler Besetzung: Susanne, die Wirtin an der Lahn und Frau Wirtin hat auch einen Grafen. Es folgten die inhaltlich nur wenig unterschiedlichen Fortsetzungen Frau Wirtin hat auch eine Nichte (1969), Frau Wirtin bläst auch gern Trompete (1970), Frau Wirtin treibt es jetzt noch toller (1970) und Frau Wirtins tolle Töchterlein (1973). Die Drehbücher stammten jeweils von Kurt Nachmann, Regie führte Franz Antel.

### Kriminal- und Agentenfilme
Die ersten Kriminal- und Spionagefilme der Nachkriegszeit erschienen 1960 („Frauen in Teufels Hand“) und 1961 („Mann im Schatten“). Im Spionagefilm Frauen in Teufels Hand von der Schönbrunn-Film spielten Helmut Schmid und Maria Sebaldt die Hauptrollen, und Mann im Schatten war ein Kriminalfilm und zugleich die letzte Produktion der ÖFA. Unter der Regie von Arthur Maria Rabenalt spielte Helmut Qualtinger mit Liebe zum mimischen Detail den Polizeirat Dr. Radosch, der mit seinem von Fritz Tillmann gespielten Partner u. a. einen von Herbert Fux gespielten Verdächtigen auf den Fersen ist.
1963 drehte Alfred Vohrer für die Sascha-Film Ein Alibi zerbricht mit Ruth Leuwerik und Peter van Eyck. Weiters entstanden Kriminalfilme rund um Kommissar-X und Tim Frazer, wo deutsche, englische und amerikanische Schauspieler wie Tony Kendall, Klaus Kinski, Stewart Granger, Rupert Davies und Günther Stroll mitspielten.
Franz Antel versuchte sich 1963 gemeinsam mit einer italienischen Produktionsfirma in einem Agentenfilm. Der von Domenico Paolella inszenierte Film trug den Titel Maskenball bei Scotland Yard und wartete mit den Schauspielern Bill Ramsey, France Anglade, Stelvio Rosi, Trude Herr, Hannelore Auer, Rex Gildo, Peppino di Capri und Rudolf Carl auf. Ebenfalls von Franz Antel stammte der Agentenfilm 00Sex am Wolfgangsee, dessen Drehbuch Kurt Nachmann verfasste. Die Produktion bestach allerdings mehr durch nackte Haut als durch Höchstleistungen des von Paul Löwinger gespielten Agenten. 1966 entstand die Agentenkomödie Gern hab' ich die Frauen gekillt. Unter der Regie von Sheldon Reynolds, Alberto Cardone und Robert Lynn spielten Stewart Granger, Lex Barker und Pierre Brice.